# Église Saint-Martin d'Alpuech
L'église Saint-Martin d'Alpuech est une église située en France sur la commune d'Argences en Aubrac, dans le département de l'Aveyron en région Occitanie.
Elle fait l'objet d'une inscription au titre des monuments historiques depuis le 19 mars 1979.

## Localisation
L'église est située sur la commune d'Alpuech, dans le département français de l'Aveyron.

## Description
Cette église romane est en forme de croix latine, avec une nef de quatre travées et un transept. L'abside polygonale est ornée de sept arcades et d'une corniche établie dans le prolongement des tailloirs des chapiteaux de l'arc triomphal. 
L'édifice, jadis flanqué de deux absidioles, est voûté en cul-de-four ; la grosse tour rectangulaire du clocher s'élève sur une haute base talutée.

## Historique
La construction, probablement antérieure à la première croisade, remonte la fin du XIe ou du début du XIIe siècle. 
L'édifice est inscrit au titre des monuments historiques en 1979.